# Nihat Kahveci
 (août 2022).
Si vous disposez d'ouvrages ou d'articles de référence ou si vous connaissez des sites web de qualité traitant du thème abordé ici, merci de compléter l'article en donnant les références utiles à sa vérifiabilité et en les liant à la section « Notes et références ».
Nihat Kahveci dit Nihat, né le 23 novembre 1979 à Istanbul, est un footballeur international turc évoluant au poste d'attaquant.

## Biographie
Originaire de Giresun, sur la mer Noire , il s'est sans cesse illustré depuis son arrivée en Espagne en 2001. Il est considéré comme l'un des tout meilleurs attaquants turcs de l'histoire du football turc, au même titre que Hakan Şükür. Il est aussi l'un des rares joueur turcs à réussir à s'imposer dans les grands club européens. 
Formé à Besiktas, il rejoint à l'âge de 23 ans un club espagnol : la Real Sociedad. Il vit le renouveau de son club qui finira deuxième la saison 2002/2003. Nihat marquera 23 buts et finira deuxième meilleur buteur de la liga, juste derrière Roy Makaay qui finit la saison avec 29 buts. 
En 2006 il rejoint Villarreal pour la somme de 18 millions d'euros. Pendant la saison 2006/2007 Nihat sera blessé au genou et participera à seulement 6 matchs. Mais la saison 2007-2008 est bien plus fructueuse et Nihat retrouve toutes ses sensations de buteur en marquant 17 buts en championnat ainsi que 4 buts en Coupe UEFA. Il forme une paire offensive redoutable avec le français Robert Pirès. Grâce à ses bonnes performances son club finit deuxième de la Liga. Il aura marqué 58 buts en 133 matchs de Liga. Il est considéré à juste titre comme l'un des meilleurs attaquants de la Liga.
En mai 2008, il est élu meilleur joueur du club par ses coéquipiers pour la saison 2007/2008 et il participe à l'Euro 2008 avec l'Équipe de Turquie de football. Il qualifie la Turquie en marquant contre la Norvège et la Bosnie. La Turquie attend beaucoup de son attaquant vedette pour cette compétition et ses attentes sont récompensées. En effet, lors du dernier match de poules,  Turquie-République tchèque, alors que les tchèques mènent au score 2 buts à 1, il inscrit en deux minutes seulement, un doublé (87e et 89e minutes), permettant ainsi à la Turquie de remporter le match 3 à 2 et de passer au tour suivant. Après une longue conversation avec le président Yıldırım Demirören Nihat signe un contrat de 4 ans avec le Beşiktaş JK. 
En janvier 2012, il annonce qu'il prend sa retraite, à l'âge de 32 ans.

## Carrière
Ce tableau présente les statistiques en carrière de joueur de Nihat Kahveci,.
| Saison                | Club                  | Championnat           | Championnat | Championnat | Championnat | Coupe(s) nationale(s) | Coupe(s) nationale(s) | Coupe(s) nationale(s) | Supercoupe | Supercoupe | Supercoupe | Compétition(s) continentale(s) | Compétition(s) continentale(s) | Compétition(s) continentale(s) | Compétition(s) continentale(s) | Turquie | Turquie | Turquie | Total | Total | Total |
| Saison                | Club                  | Division              | M.          | B.          | P.d.        | M.                    | B.                    | P.d.                  | M.         | B.         | P.d.       | Comp.                          | M.                             | B.                             | P.d.                           | M.      | B.      | P.d.    | M.    | B.    | P.d.  |
| 1997-1998             | Beşiktaş JK           | D1                    | 11          | 2           | -           | 5                     | 1                     | -                     | 1          | 1          | -          | -                              | -                              | -                              | -                              | -       | -       | -       | 17    | 4     | 0     |
| 1998-1999             | Beşiktaş JK           | D1                    | 28          | 7           | 2           | 8                     | 1                     | -                     | -          | -          | -          | C2                             | 1                              | 0                              | -                              | -       | -       | -       | 37    | 8     | 2     |
| 1999-2000             | Beşiktaş JK           | D1                    | 32          | 7           | 2           | -                     | -                     | -                     | -          | -          | -          | C1                             | 2                              | 0                              | 0                              | -       | -       | -       | 34    | 7     | 2     |
| 2000-2001             | Beşiktaş JK           | D1                    | 31          | 5           | -           | 3                     | 1                     | -                     | -          | -          | -          | C1                             | 9                              | 2                              | 1                              | 4       | 0       | 0       | 47    | 8     | 1     |
| 2001-jan 2002         | Beşiktaş JK           | D1                    | 13          | 6           | 4           | 1                     | 0                     | -                     | -          | -          | -          | -                              | -                              | -                              | -                              | 3       | 1       | 0       | 17    | 7     | 4     |
| Sous-total            | Sous-total            | Sous-total            | 115         | 27          | 8           | 17                    | 3                     | -                     | -          | -          | -          | -                              | 12                             | 2                              | 1                              | 7       | 1       | 0       | 151   | 33    | 9     |
| jan-jui 2002          | Real Sociedad         | Primera División      | 11          | 1           | 0           | -                     | -                     | -                     | -          | -          | -          | -                              | -                              | -                              | -                              | 6       | 0       | 0       | 17    | 1     | 0     |
| 2002-2003             | Real Sociedad         | Primera División      | 35          | 23          | 5           | 1                     | 0                     | -                     | -          | -          | -          | -                              | -                              | -                              | -                              | 8       | 4       | 1       | 44    | 27    | 6     |
| 2003-2004             | Real Sociedad         | Primera División      | 32          | 14          | 2           | -                     | -                     | -                     | -          | -          | -          | C1                             | 8                              | 0                              | 2                              | 9       | 2       | 1       | 49    | 16    | 5     |
| 2004-2005             | Real Sociedad         | Primera División      | 23          | 13          | 4           | -                     | -                     | -                     | -          | -          | -          | -                              | -                              | -                              | -                              | 6       | 2       | 1       | 29    | 15    | 5     |
| 2005-2006             | Real Sociedad         | Primera División      | 32          | 7           | 4           | -                     | -                     | -                     | -          | -          | -          | -                              | -                              | -                              | -                              | 3       | 0       | 0       | 35    | 7     | 4     |
| Sous-total            | Sous-total            | Sous-total            | 133         | 58          | 15          | 1                     | 0                     | -                     | -          | -          | -          | -                              | 8                              | 0                              | 2                              | 32      | 8       | 3       | 174   | 66    | 20    |
| 2006-2007             | Villarreal CF         | Primera División      | 9           | 0           | 0           | 2                     | 3                     | -                     | -          | -          | -          | C4                             | 2                              | 1                              | 1                              | 5       | 2       | 1       | 18    | 6     | 2     |
| 2007-2008             | Villarreal CF         | Liga                  | 34          | 18          | 5           | 2                     | 0                     | -                     | -          | -          | -          | C3                             | 6                              | 3                              | 2                              | 3       | 1       | 0       | 45    | 22    | 7     |
| 2008-2009             | Villarreal CF         | Liga                  | 19          | 0           | 2           | -                     | -                     | -                     | -          | -          | -          | C1                             | 4                              | 0                              | 0                              | 12      | 5       | 1       | 35    | 5     | 3     |
| Sous-total            | Sous-total            | Sous-total            | 62          | 18          | 7           | 4                     | 3                     | -                     | -          | -          | -          | -                              | 12                             | 4                              | 3                              | 20      | 8       | 2       | 98    | 33    | 12    |
| 2009-2010             | Beşiktaş JK           | D1                    | 23          | 3           | 2           | 3                     | 2                     | -                     | 1          | 0          | -          | C1                             | 4                              | 0                              | 0                              | 4       | 1       | 0       | 35    | 6     | 2     |
| 2010-2011             | Beşiktaş JK           | D1                    | 11          | 0           | 1           | 2                     | 0                     | -                     | 1          | 0          | -          | C3                             | 8                              | 4                              | 1                              | 3       | 1       | 0       | 25    | 5     | 2     |
| Sous-total            | Sous-total            | Sous-total            | 34          | 3           | 3           | 5                     | 2                     | -                     | 1          | 0          | -          | -                              | 12                             | 4                              | 1                              | 7       | 2       | 0       | 59    | 11    | 4     |
| Total sur la carrière | Total sur la carrière | Total sur la carrière | 344         | 106         | 33          | 27                    | 8                     | -                     | 2          | 0          | -          | -                              | 44                             | 10                             | 7                              | 69      | 19      | 5       | 486   | 143   | 45    |

## Palmarès
- Troisième de la Coupe du monde 2002 avec la Turquie
- Vainqueur de la Coupe de Turquie en 1998 et en 2011 avec Besiktas

## Distinctions personnelles
- Prix Don Balón de meilleur joueur étranger de la Liga : 2003.
- Élu meilleur joueur du club par ses coéquipiers pour la saison 2007/2008.